# Aggtelek, Borsod-Abaúj-Zemplén
Aggtelek este un sat în districtul Putnok, județul Borsod-Abaúj-Zemplén, Ungaria, având o populație de 635 de locuitori (2011). 

## Demografie
Componența etnică a satului Aggtelek
     Maghiari (99,42%)
     Slovaci (0,58%)
Componența confesională a satului Aggtelek
     Reformați (57,32%)
     Romano-catolici (12,91%)
     Fără religie (3,15%)
     Greco-catolici (2,68%)
     Necunoscută (23,94%)
Conform recensământului din 2011, satul Aggtelek avea 635 de locuitori. Din punct de vedere etnic, majoritatea locuitorilor (99,42%) erau maghiari.  Din punct de vedere confesional, majoritatea locuitorilor (57,32%) erau reformați, existând și minorități de romano-catolici (12,91%), persoane fără religie (3,15%) și greco-catolici (2,68%). Pentru 23,94% din locuitori nu este cunoscută apartenența confesională.